# Trofeo NHK 2012
El Trofeo NHK 2012 fue la sexta competición del Grand Prix de patinaje artístico sobre hielo de la temporada 2012-2013. Tuvo lugar en Sendai, Japón, entre el 22 y el 25 de noviembre de 2012. Organizada por la federación de patinaje sobre hielo de Japón, la competición sirvió de clasificatorio para la final del Grand Prix.

## Resultados

### Patinaje individual masculino
| Clasificación | Nombre            | País           | Puntuación total | Programa corto | Programa corto | Programa libre | Programa libre |
| ------------- | ----------------- | -------------- | ---------------- | -------------- | -------------- | -------------- | -------------- |
| 1             | Yuzuru Hanyu      | Japón          | 261,03           | 1              | 95,32          | 1              | 165,71         |
| 2             | Daisuke Takahashi | Japón          | 251,51           | 2              | 87,47          | 2              | 164,04         |
| 3             | Ross Miner        | Estados Unidos | 235,37           | 4              | 73,41          | 3              | 161,96         |
| 4             | Javier Fernández  | España         | 232,78           | 3              | 86,23          | 5              | 146,55         |
| 5             | Richard Dornbush  | Estados Unidos | 217,56           | 6              | 70,05          | 4              | 147,51         |
| 6             | Kevin Reynolds    | Canadá         | 216,26           | 5              | 70,20          | 6              | 146,06         |
| 7             | Serguéi Voronov   | Rusia          | 214,88           | 7              | 70,03          | 7              | 144,85         |
| 8             | Adam Rippon       | Estados Unidos | 210,47           | 8              | 67,89          | 8              | 142,58         |
| 9             | Andrei Rogozine   | Canadá         | 182,39           | 9              | 67,70          | 9              | 114,69         |
| R             | Daisuke Murakami  | Japón          |                  |                |                |                |                |

### Patinaje individual femenino
| Clasificación | Nombre               | País           | Puntuación total | Programa corto | Programa corto | Programa libre | Programa libre |
| ------------- | -------------------- | -------------- | ---------------- | -------------- | -------------- | -------------- | -------------- |
| 1             | Mao Asada            | Japón          | 185,27           | 1              | 67,95          | 2              | 117,32         |
| 2             | Akiko Suzuki         | Japón          | 185,22           | 5              | 58,60          | 1              | 126,62         |
| 3             | Mirai Nagasu         | Estados Unidos | 176,68           | 2              | 61,18          | 3              | 115,50         |
| 4             | Li Zijun             | China          | 174,11           | 3              | 59,62          | 4              | 114,49         |
| 5             | Agnes Zawadzki       | Estados Unidos | 160,37           | 7              | 55,02          | 5              | 105,35         |
| 6             | Elene Gedevanishvili | Georgia        | 156,96           | 6              | 57,50          | 6              | 99,46          |
| 7             | Ksenia Makarova      | Rusia          | 156,52           | 4              | 58,93          | 7              | 97,59          |
| 8             | Haruka Imai          | Japón          | 145,42           | 9              | 48,10          | 8              | 97,32          |
| 9             | Sofiya Biryukova     | Rusia          | 139,12           | 8              | 49,31          | 9              | 89,81          |

### Patinaje en parejas
| Clasificación | Nombre                                  | País           | Puntuación total | Programa corto | Programa corto | Programa libre | Programa libre |
| ------------- | --------------------------------------- | -------------- | ---------------- | -------------- | -------------- | -------------- | -------------- |
| 1             | Vera Bazarova / Yuri Larionov           | Rusia          | 192,02           | 1              | 65,61          | 1              | 126,41         |
| 2             | Kirsten Moore-Towers / Dylan Moscovitch | Canadá         | 180,63           | 2              | 65,14          | 2              | 115,49         |
| 3             | Marissa Castelli / Simon Shnapir        | Estados Unidos | 174,51           | 3              | 61,85          | 3              | 112,66         |
| 4             | Alexa Scimeca / Chris Knierim           | Estados Unidos | 163,10           | 5              | 54,41          | 4              | 108,69         |
| 5             | Anastasia Martiusheva / Alekséi Rogonov | Rusia          | 162,25           | 4              | 57,07          | 5              | 105,18         |
| 6             | Lindsay Davis / Mark Ladwig             | Estados Unidos | 143,70           | 6              | 45,61          | 6              | 98,09          |
| 7             | Nicole Della Monica / Matteo Guarise    | Italia         | 121,53           | 7              | 42,14          | 7              | 79,39          |

### Danza sobre hielo
| Clasificación | Nombre                            | País           | Puntuación total | Danza corta | Danza corta | Danza libre | Danza libre |
| ------------- | --------------------------------- | -------------- | ---------------- | ----------- | ----------- | ----------- | ----------- |
| 1             | Meryl Davis / Charlie White       | Estados Unidos | 178,48           | 1           | 69,86       | 1           | 108,62      |
| 2             | Yelena Ilinyj / Nikita Katsalapov | Rusia          | 156,62           | 3           | 59,96       | 2           | 96,66       |
| 3             | Maia Shibutani / Alex Shibutani   | Estados Unidos | 154,56           | 2           | 60,84       | 3           | 93,72       |
| 4             | Nicole Orford / Thomas Williams   | Canadá         | 130,10           | 4           | 49,76       | 4           | 80,34       |
| 5             | Cathy Reed / Chris Reed           | Japón          | 124,46           | 5           | 48,33       | 5           | 76,13       |
| 6             | Penny Coomes / Nicholas Buckland  | Reino Unido    | 122,80           | 6           | 46,72       | 6           | 76,08       |
| 7             | Huang Xintong / Zheng Xun         | China          | 119,56           | 7           | 45,99       | 7           | 73,57       |
| 8             | Yu Xiaoyang / Wang Chen           | China          | 108,28           | 8           | 40,92       | 8           | 67,36       |